# Ringridning
Ringridning er oprindelig en ridderturnering fra middelalderen, hvor ringridning var en populær underholdning for de europæiske konge- og fyrstedømmer.[kilde mangler] Den var en behagelig og ufarlig del af de ellers barske ridder-kampe, der kæmpedes med liv og førligheden som indsats.
Christian III og hans søn Frederik II indførte og ændrede ridderkampen til en fredelig rytterdyst i 1500-tallet. Ved Christian IV's kroning i 1596 blev der arrangeret ringridninger over flere dage og med deltagelse fra Europas kongehuse og fyrstedømmer. Christian IV var selv en ivrig ringrider og deltog i ringridninger både i Danmark, England og Tyskland.
Fra begyndelsen af 1800-tallet er der beretninger om, at ringridning indgik i landsbyfester. I 1845 havde hertug Christian-August af Augustenborg og hans gemalinde sølvbryllup. I festlighederne indgik en storslået ringridning med deltagelse af 450 ryttere fra hele Als.
Siden hen tog ringridning den form vi kender i dag. Ringridningstraditionen er bevaret i store dele af Slesvig-Holsten, Sønderjylland, Bornholm, Amager og på Walcheren i Nederlandene. I Sønderjylland starter ringridningen i maj de mindre byer og kulminerer med de store ringriderstævner i Sønderborg og Aabenraa i juli. Her dyster ca. 400 ryttere om titlen som ringriderkonge. Folkefesten varer fire dage med ringridning, tivoli, øl og dansetelte.

## Regler
Ringridning foregår på en eller flere baner, også kaldet galger. Hver galge har en forrider som er ansvarlig for afviklingen. En ring er ophængt i en lås mellem galgens stolper. Ringen har en diameter på mellem 11 mm og 32 mm. Hver rytter har en lanse, der kan have en længde fra 50 til 160 cm. Rytteren skal på sin hest i fuld galop med lansen forsøge at få ringen. For at blive noteret for at have taget ringen, skal man med lansen rive ringen ud af låsen, og den skal forblive på lansen to galopspring efter galgen er afsluttet.
Ringridningen bliver typisk afviklet i to runder. I hver runde skal hver deltager gennem galgen 12 eller 24 gange. Er der to eller flere ryttere, der har taget det samme antal ringe, skal der være omridning, også kaldet kongeridning. I kongeridningen anvendes en ring med mindre diameter. For hver omgang, der rides, anvendes ringe med stadig mindre huldiameter – ned til 5 mm. Det fortsætter indtil en rytter ikke får ringen og udgår. Den rytter, der er tilbage, bliver ringriderkonge. Rytteren med næstflest ringe udnævnes til kronprins.

## Cykelringridning
Cykelringridning er en variant af den traditionelle ringridning. Det arrangeres typisk for børn, som i stedet for at ride igennem galgerne, cykler på deres pyntede cykler. Nogle steder i Sønderjylland er der tradition for at cykelringridningen også er for voksne. F.eks. er der i Broager hvert år et stort optog den 1. fredag i juli, hvor op til 450 mennesker deltager i yderst kreative udklædninger.

## Skiringridning
Denne variant af ringridning blev bragt fra Danmark til Sirdal i Norge af Thorsten Forum og Håkon Joa. Arrangementet foregår langfredag i påskeugen med optog og grilfest. Både voksne og børn deltager i fælles klasse. Øvelsen foregår ved at man skal stå på ski nedover en bakke og løbe gennem galgen. Banemesteren har ansvar for at lave banen (bakken) med den rigtige sværhedsgrad, så det ikke bliver for let at rive ringen ud af låsen.[kilde mangler]

## Ringriderfesten i Aabenraa
Apenrade Kreds Ringriderforening blev stiftet i 1896. Navnet blevet ændret til Aabenraa Amts Ringriderforening efter genforeningen med Danmark i 1920. Foreningen holder sin årlige ringriderfest over fem dage i forbindelse med den første weekend i juli. Lørdag og søndag er der rytteroptog gennem byen med efterfølgende ringridning på ringriderpladsen. Konkurrencen afsluttes søndag med kongeridning, hvor kongen findes. Mandag afholdes den store ringriderfrokost. Desuden afholdes der tattoo lørdag aften med deltagelse af danske og internationale orkestre på Brundlund Slot.

## Ringriderfesten i Sønderborg
Ringriderfesten i Sønderborg blev stiftet 1888. Under de to verdenskrige og på grund af mund- og klovsyge har festen været aflyst et par gange, så ringriderfest nr. 100 blev først holdt 1998.
Ringridning i Sønderborg afholdes altid den anden weekend i juli og finder sted på Ringriderpladsen i Sønderborg. Ringriderfesten varer fra fredag til mandag. Fredag og søndag er der rytteroptog igennem byen og efterfølgende er der ringridning på pladsen. Mandag afholdes den traditionsrige Ringriderfrokost, der er en herrefrokost med ca. 1600 deltagere (2012).

## Ringriderpølse
Ringriderpølse er betegnelsen for en pølse der spises ved ringridningen i Sønderjylland. Den ligner en 15 cm lang medisterpølse. Pølsen er lavet efter tyske traditioner og er af høj kvalitet.